# 소나크시 신하
소나크시 신하(힌디어: सोनाक्षी सिन्हा, 영어: Sonakshi Sinha, 1987년 6월 2일 ~ )는 인도의 배우이다.

## 출연 작품
- 웰컴 투 뉴욕 (2018)
- 이테팍 (2017)
- 누르 (2017)
- 포스 2 (2016)
- 아키라 (2016)
- 테바 (2015)
- 홀리데이 (2014)
- 액션 잭슨 (2014)
- R...라즈쿠마르 (2013)
- 루테라 (2013)
- 원스 어폰 어 타임 인 뭄바이 2 (2013)
- 블렛 라자 (2013)
- 다방 2 (2012)
- 선 오브 사르다르 (2012)
- OMG 오 마이 갓! (2012)
- 조커 (2012)
- 돌격 라토르 (2012)
- 다방 (2010)